# Amyna paradoxa
Amyna paradoxa är en fjärilsart som beskrevs av Saalmüller 1880. Amyna paradoxa ingår i släktet Amyna och familjen nattflyn. Inga underarter finns listade i Catalogue of Life.